# 프리스메인
라덴부르그 벤젠(영어: Ladenburg benzene)은 프리스메인(Prismane)으로 불리며, 이 구조를 제안한 19세기 화학자 라덴부르그의 이름을 따서 붙여졌다.
라덴부르그 벤젠의 경우에는 유기화합물 구조로서는 정당한 구조이나, 일치환 화합물이 5개가 생성될 수 있었다. 그러나 일치환 화합물은 3개밖에 생기지 않았다는 것이 밝혀졌다.
또한 결합각 스트레인이 너무 커서 후에 나온 VSEPR 이론에도 잘 맞지 않는다.

## 같이 보기
- 큐베인